# Busenbach (Hückeswagen)
Busenbach ist eine Ortschaft in Hückeswagen im Oberbergischen Kreis im Regierungsbezirk Köln in Nordrhein-Westfalen (Deutschland).

## Lage und Beschreibung
Busenbach liegt im östlichen Hückeswagen an der Grenze zu Remscheid nahe dem größeren Stadtteil Wiehagen. Die stillgelegte Bahnstrecke zwischen Remscheid-Bergisch Born und Marienheide (Kursbuchstrecke KBS412) trennt Wiehhagen von Busenbach.
Weitere Nachbarorte des über eine kleine Zufahrtsstraße angebundenen Ortes sind Höhsiepen, Busenberg, Braßhagen und Dörpersteeg. Durch den Ort fließt der in Wiehagen entspringende Busenbach zur Dörpe.
Überörtlich bekannt wurde der Ort durch den renommierten Landgasthof Busenbacher Hof, der jedoch heute ohne größere Bedeutung ist. Bei Busenbach befindet sich eine umfangreiche Kleingartenanlage.

## Geschichte
1481 wurde der Ort das erste Mal urkundlich  in einer Spendenliste für den Marienaltar der Hückeswagener Kirche erwähnt. Schreibweise der Erstnennung: Busenbich.
Im 18. Jahrhundert gehörte der Ort zum  bergischen Amt Bornefeld-Hückeswagen. 1815/16 lebten 29 Einwohner im Ort. 1832 gehörte Busenbach der Großen Honschaft an, die ein Teil der Hückeswagener Außenbürgerschaft innerhalb der Bürgermeisterei Hückeswagen war. Der laut der Statistik und Topographie des Regierungsbezirks Düsseldorf als Weiler kategorisierte Ort besaß zu dieser Zeit sechs Wohnhäuser und sieben landwirtschaftliche Gebäude. Zu dieser Zeit lebten 33 Einwohner im Ort, 19 katholischen und 14 evangelischen Glaubens.
Im Gemeindelexikon für die Provinz Rheinland werden für 1885 sechs Wohnhäuser mit 56 Einwohnern angegeben. Der Ort gehörte zu dieser Zeit zur Landgemeinde Neuhückeswagen innerhalb des Kreises Lennep. 1895 besitzt der Ort fünf Wohnhäuser mit 32 Einwohnern, 1905 fünf Wohnhäuser und 40 Einwohner.